# Guanling
Der Autonome Kreis Guanling der Bouyei und Miao (chinesisch 关岭布依族苗族自治县, Pinyin Guānlǐng Bùyīzú Miáozú Zìzhìxiàn) ist ein autonomer Kreis der Bouyei und Miao in der chinesischen Provinz Guizhou. Er gehört zum Verwaltungsgebiet der bezirksfreien Stadt Anshun. Die Fläche beträgt 1.472 Quadratkilometer und die Einwohnerzahl 278.400 (Stand: Ende 2018).

## Administrative Gliederung
Auf Gemeindeebene setzt sich der Kreis aus acht Großgemeinden und sechs Gemeinden zusammen. Diese sind:
- Großgemeinde Guansuo (关索镇);
- Großgemeinde Yongning (永宁镇);
- Großgemeinde Huajiang (花江镇);
- Großgemeinde Shangguan (上关镇);
- Großgemeinde Pogong (坡贡镇);
- Großgemeinde Baishui (白水镇);
- Großgemeinde Duanqiao (断桥镇);
- Großgemeinde Gangwu (岗乌镇);

- Gemeinde Shaying (沙营乡);
- Gemeinde Xinpu (新铺乡);
- Gemeinde Bangui (板贵乡);
- Gemeinde Bade (八德乡);
- Gemeinde Dingyun (顶云乡);
- Gemeinde Puli (普利乡).